# Envie (album)
Pour les articles homonymes, voir Envie (homonymie).
Albums de Rose Laurens
17 grands succès de Rose Laurens
(1991) L'ombre d'un géant
(2001)
Envie est le cinquième album studio de la chanteuse Rose Laurens sorti en 1996.

## Titres
1. Envie (Philippe Turcat / Jacques Cardona) 4:09
2. Donne-moi le goût (Rose Laurens / Jacques Cardona) 4:04
3. Mais où sont les anges ? (Rose Laurens - Frédéric Brun / Jacques Cardona) 3:28
4. Si tu le veux vraiment (Rose Laurens - Jacques Cardona / Daniel Touati) 5:16
5. Place Saint-Michel (Rose Laurens / Jacques Cardona) 3:58
6. Nous c'est fou (Louis Chedid / Jacques Cardona) 4:27
7. Le monde entier ([Philippe Turcat / Jean-Pierre Goussaud) 4:34
8. P'tit frère (Rose Laurens / Jean-Pierre Goussaud) 3:39
9. Pour nous bébé (Philippe Turcat / Jacques Cardona) 4:27
10. Jonathan s'en va ce soir (Rose Laurens) 4:39

## Crédits
- Réalisation : Jacques Cardona
- Enregistrement (studio Condorcet) : François Porterie
- Mixage (studio Plus XXX[1]) et mastering (44.1) : Dominique Blanc-Francard

## Single
- Nous c'est fou - 1996